# Caragol de terra

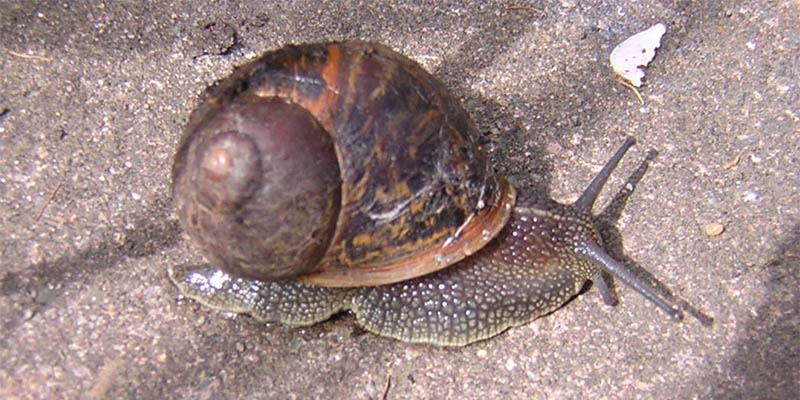
Caragol bover, un dels més abundants a Catalunya

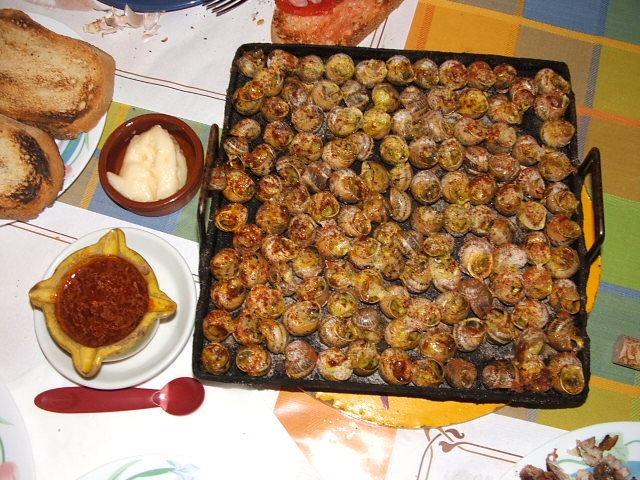
Caragols a la llauna a Lleida

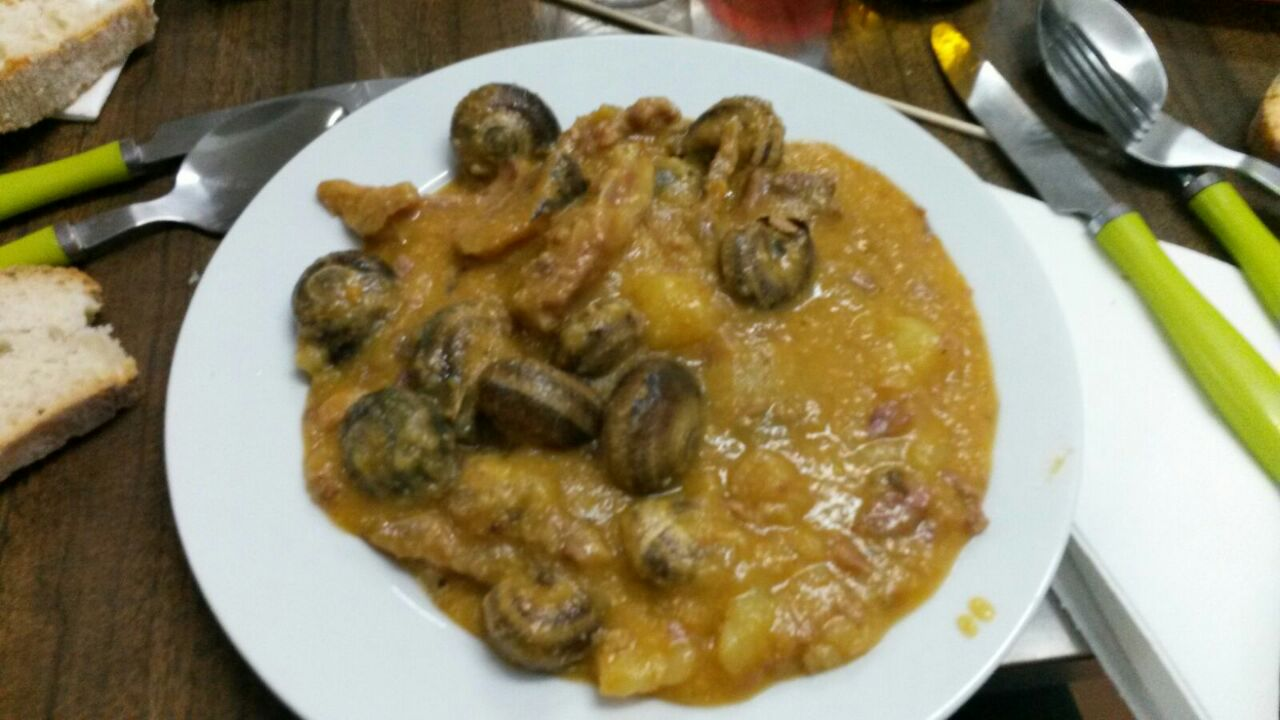
Espineta amb caragolins, plat típic tarragoní

Els caragols (o cargols) de terra són mol·luscs gastròpodes del superordre dels eupulmonats, que han desenvolupat un pulmó per a respirar l'aire atmosfèric.
El caragol terrestre més gros és el caragol gegant africà (Achatina fulica) de fins a 38 cm de diàmetre i que pot pesar un quilo.

## Morfologia
Els caragols tenen la conquilla helicoidal i generalment dextrorsa, de mida i color variables segons les espècies. El cap és proveït de quatre tentacles: els inferiors són petits, i els superiors, més llargs; hi porten dos ulls simples a l'extrem.
El terme caragol de terra no té cap significat taxonòmic atès que dins l'ordre dels pulmonats hi ha nombroses famílies que inclouen tant caragols de terra, d'aigua dolça com llimacs.
Són molt apreciats tant amb fins col·leccionistes com gastronòmics.

## Espècies comestibles als Països Catalans
A Catalunya, Mallorca i al País Valencià hi ha una gran tradició gastronòmica al voltant dels caragols de terra. Les espècies més recol·lectades i criades són:
- Helix aspersa: Caragol bover, caragol moro, bou.
- Otala punctata: Caragol cristià, caragol jueu, bocanegra.
- Cepaea nemoralis: Regina.
- Eobania vermiculata: Caragol pedrenyer.
- Pseudotachea splendida: reineta, carragina.
- Theba pisana: Caragolina, avellanenc. (En sentit estricte).
- Cernuella virgata: Caragolina, avellanenc. (En sentit extens).
- Iberus gualterianus alonensis: Vaqueta, vaqueta serrana. El caragol més apreciat en gastronomia al País Valencià i a les Terres de l'Ebre.

## El caragol en la cultura popular catalana
El caragol és sovint el protagonista d'algunes cançons tradicionals per a la mainada en tot el territori català, especialment la cançó Caragol treu banya, que canten els nens quan troben un caragol i volen fer-li treure la banya.
| «                                 | Caragol treu banya, puja a la muntanya; caragol bover, puja al taronger. | » |
| — Cançó infantil popular (Girona) |                                                                          |   |